# Mediana de Voltoya
Mediana de Voltoya ist ein Ort und eine zentralspanische Gemeinde (municipio) mit 117 Einwohnern (Stand: 2024) in der Provinz Ávila in der Autonomen Region Kastilien-León. 

## Lage
Mediana de Voltoya befindet sich in den nördlichen Ausläufern der Sierra de Gredos gut zwölf Kilometer ostnordöstlich von Ávila in einer Höhe von 1110 m. Durch die Gemeinde führt die Autopista AP-51. Das Klima im Winter ist kühl, im Sommer dagegen trotz der Höhenlage durchaus warm; der Regen (ca. 492 mm/Jahr) fällt – mit Ausnahme der nahezu regenlosen Sommermonate – verteilt übers ganze Jahr.

## Bevölkerungsentwicklung
| Jahr      | 1970 | 1981 | 1991 | 2001 | 2011 | 2021 |
| Einwohner | 212  | 135  | 119  | 113  | 174  | 118  |

## Sehenswürdigkeiten

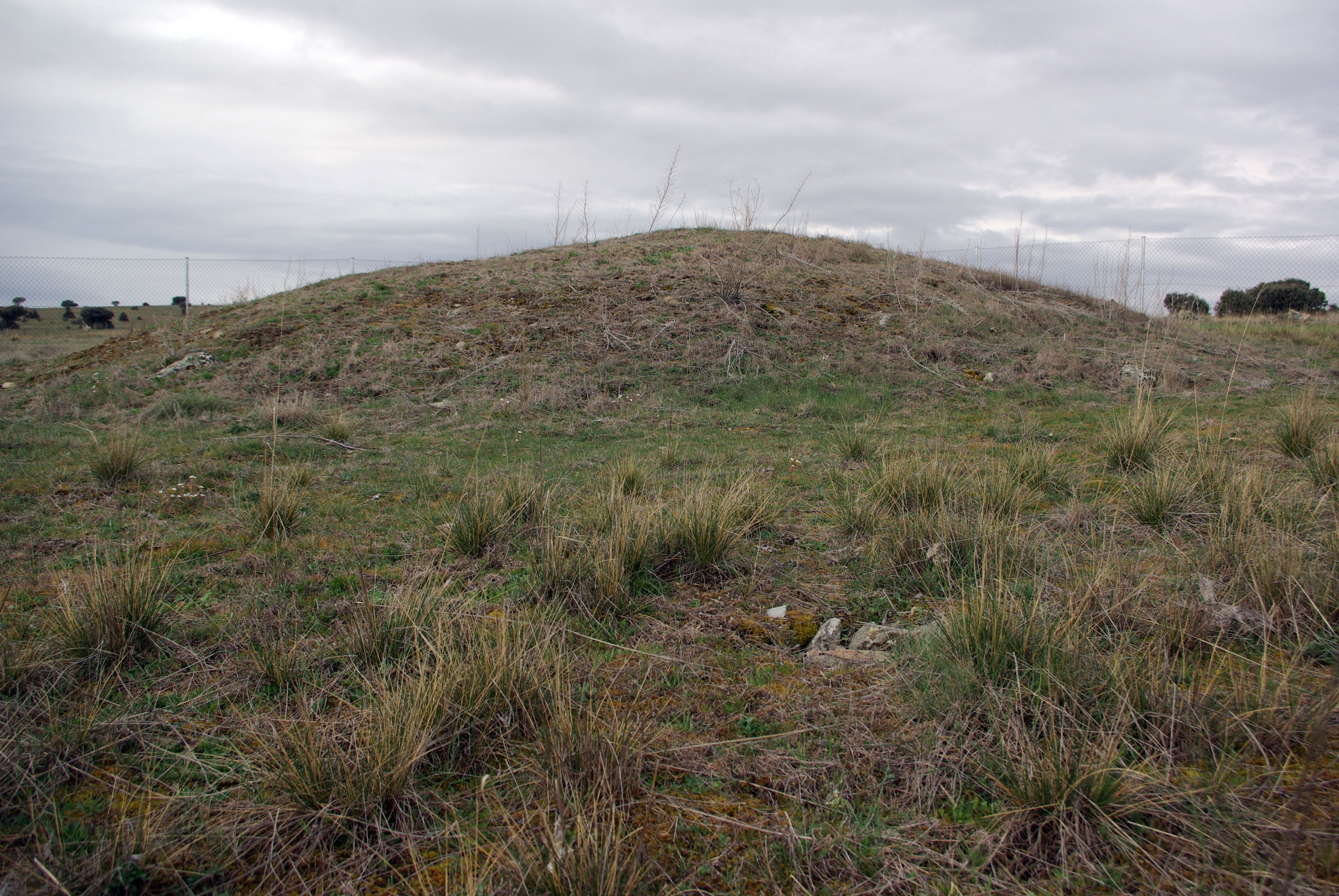
Tumulus von Los Tiesos
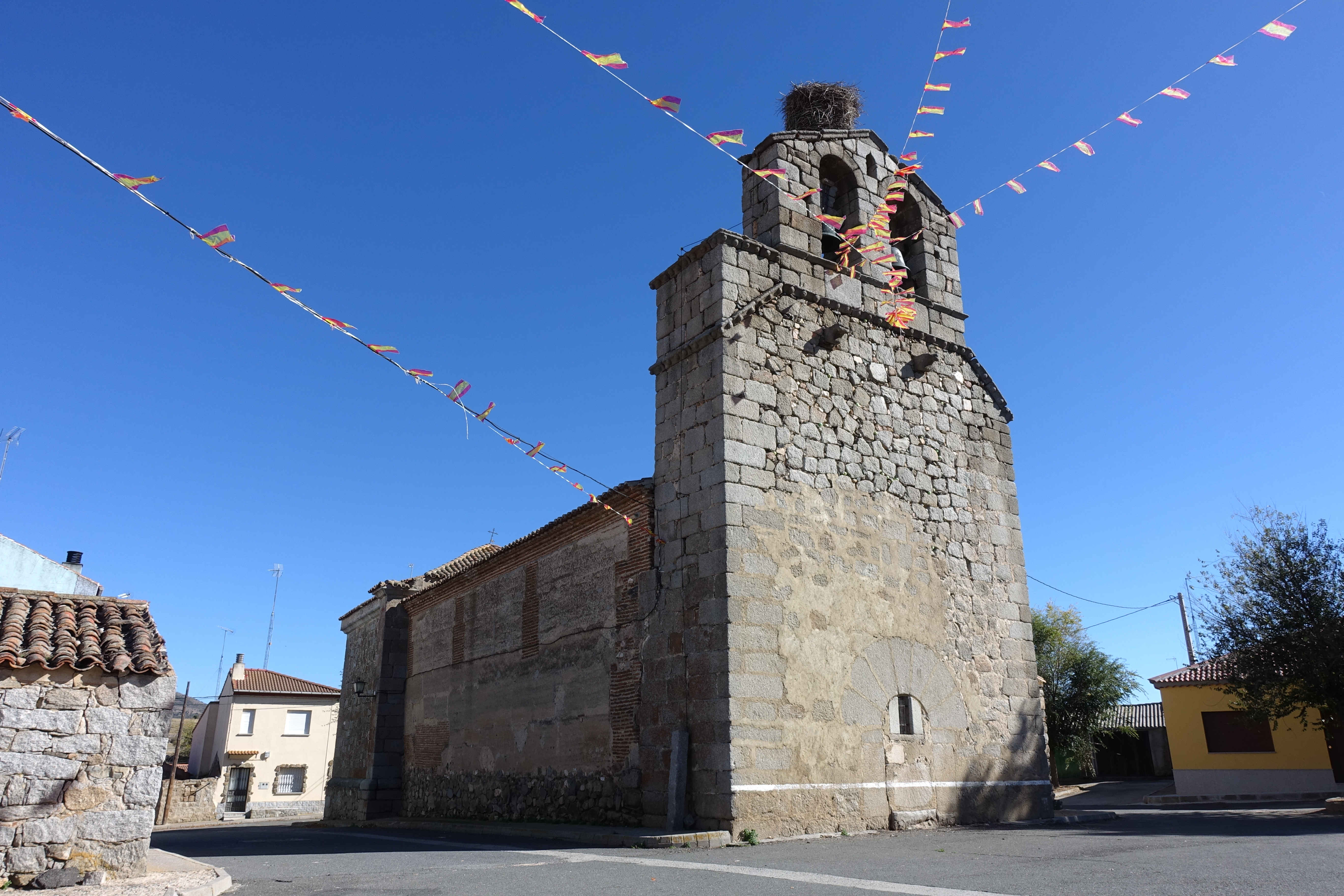
Thomaskirche
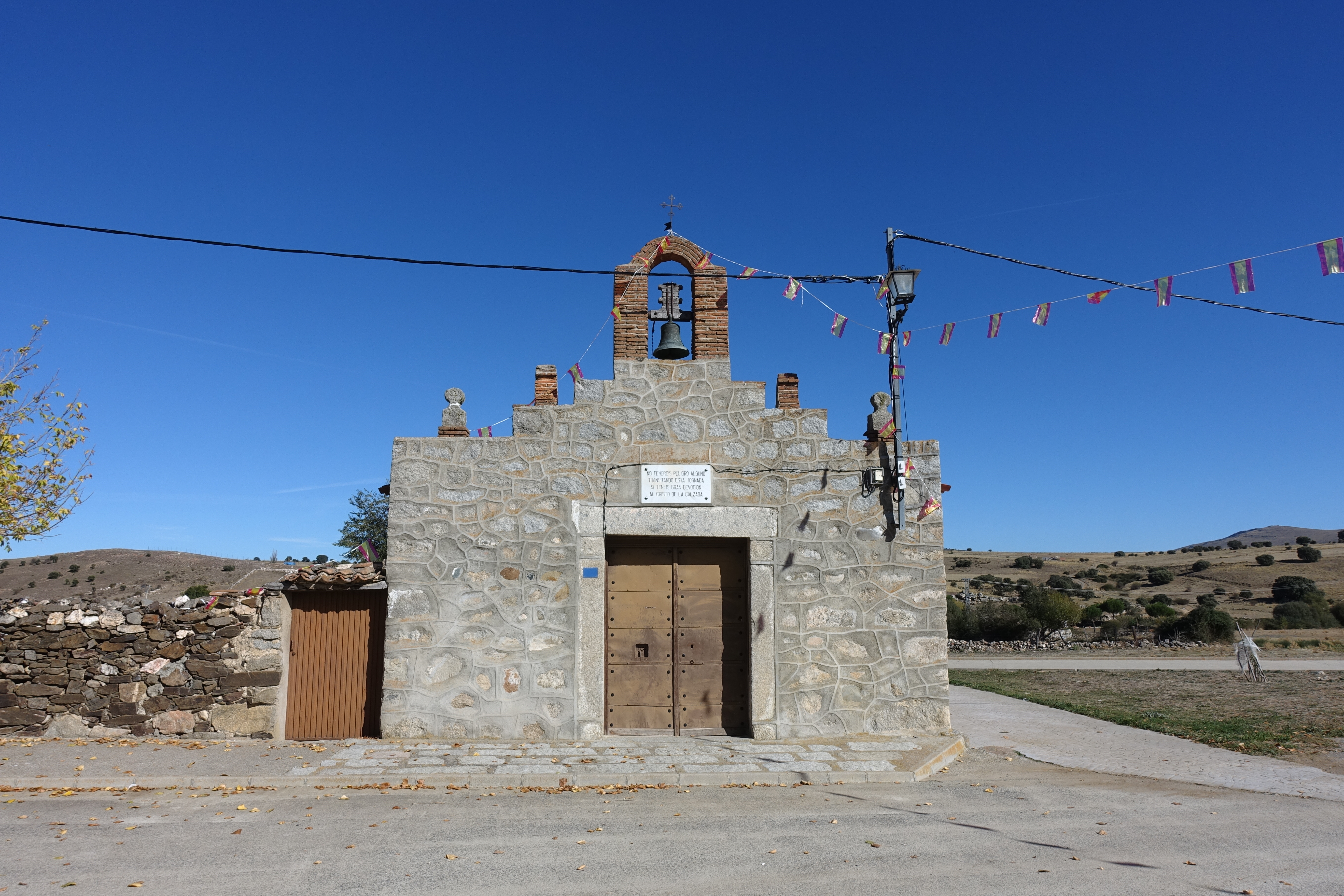
Christuskapelle
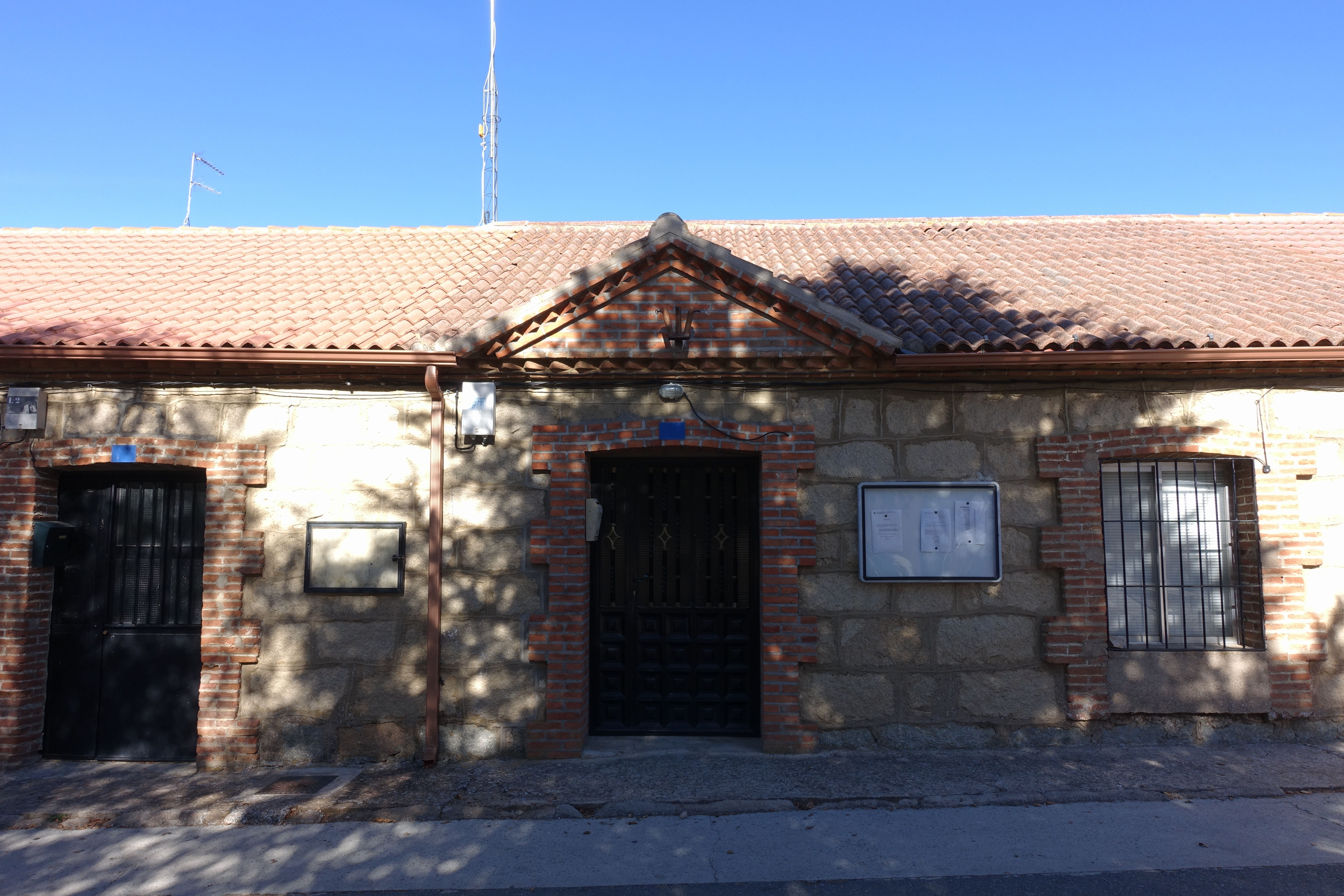
Rathaus

- Tumulus von Los Tiesos
- Thomaskirche
- Christuskapelle
- Rathaus